# Bent Hamer
Bent Hamer (ur. 18 grudnia 1956 w Sandefjord) – norweski reżyser, scenarzysta i producent filmowy.

## Życiorys
Studiował teorię filmu i literaturę na Uniwersytecie Sztokholmskim oraz w tamtejszej szkole filmowej. W 1994 w Oslo założył Stowarzyszenie Filmowe BulBul.
Jego pierwszym filmem były Jajka (1995), które miały swoją premierę w sekcji Quinzaine des Réalisateurs na 48. MFF w Cannes. Film zdobył nagrodę za najlepszy debiut na MFF w Moskwie; otrzymał również Nagrodę FIPRESCI na MFF w Toronto.
Hamer odniósł swój największy sukces filmem Historie kuchenne (2003), który był norweskim kandydatem do Oscara dla najlepszego filmu nieanglojęzycznego. Jego następnym projektem i zarazem anglojęzycznym debiutem było Factotum (2005). Film powstał na podstawie powieści amerykańskiego poety i pisarza Charlesa Bukowskiego, którego alter ego w filmie zagrał Matt Dillon. Obraz zaprezentowano na 58. MFF w Cannes.

## Filmografia

### Reżyser

#### Filmy fabularne
- 1995: Jajka (Eggs)
- 1998: Łatwy dostęp do wody (En dag til i solen)
- 2003: Historie kuchenne (Salmer fra kjøkkenet)
- 2005: Factotum
- 2007: O' Horten
- 2010: W drodze do domu (Hjem til jul)
- 2014: 1001 gramów (1001 Gram)
- 2021: Pośrednik (The Middle Man)

#### Filmy krótkometrażowe
- 1991: Sobotni obiad (Søndagsmiddag)
- 1994: Aplauz (Applaus)[1][2]